# De Lege Agraria contra Rullum I-III
Els discursos De lege agraria contra Rullum, “Sobre la llei agrària contra Rul·lus”, van ser pronunciats l'any 64 aC i formen part dels discursos consulars de Ciceró. Dels tres que va articular, el segon i el tercer se'ns han conservat sencers, i el primer en part.
Marc Tul·li Ciceró fou un polític, filòsof i orador de l'antiga Roma. L'any 64 aC, a l'edat de quaranta-dos anys – l'edat mínima legal -, havia arribat al cim de la seva carrera política; havia estat escollit cònsol en unes condicions de les quals després es podria gloriar. Feia uns trenta anys que cap homo novus havia estat elevat a la magistratura més alta de l'Estat, i ja abans, ben pocs homes nobles havien estat escollits a la seva edat i només pels seus propis mèrits. És evident que la seva fama d'home actiu i de polític d'intencions honrades que s'havia guanyat amb alguns dels seus discursos anteriors, va contribuir molt a la seva elecció.

## Context
L'any 64 aC el partit popular, dirigit per Juli Cèsar i sostingut per la immensa fortuna de Cras, ja tenia els seus dos candidats al consolat, Luci Sergi Catilina i Gai Antoni Híbrida, i s'orientava cap a una oberta demagògia. D'altra banda, la noblesa no volia admetre que arribés al consolat un home que no pertanyia als seus rangs. Catilina i Antoni eren de llinatge noble, i es temia que els aristòcrates els preferissin a ells abans que a un nou vingut, com era Ciceró. Per això, aquest estigué temptat a cercar una entesa amb Catilina, però davant del seu rebuig es va veure obligat a decantar-se cap a la noblesa i els seus interessos. A més, Catilina, amb la seva campanya electoral demagògica va allunyar qualsevol possibilitat de ser escollit pels vots de l'aristocràcia. Quan va arribar el dia dels comicis, van ser elegits cònsols Ciceró i Antoni.
Així doncs, l'1 de gener de l'any 63 aC, Ciceró va entrar a l'exercici del seu càrrec i des d'aquell dia va haver de lluitar contra les travetes que li feien els populars. Uns dies abans – els tribuns de la plebs entraven en possessió del seu càrrec, el 10 de desembre; per tant, uns dies abans que els cònsols - però el tribú de la plebs, Publi Servili Rul·lus havia presentat una proposició de llei agrària de gran envergadura. Tota llei agrària sempre era rebuda de bon grat pel poble, no només pel bé social que d'ella podia reportar la classe més necessitada, sinó perquè suposava una envestida contra l'aristocràcia. En efecte, les terres de domini públic havien anat a parar a mans de la noblesa, formant-se d'aquesta manera aquells latifundis que constituïen la riquesa de les famílies senatorials.
La presentació d'aquesta llei era una provocació contra el nou cònsol. L'autor del discurs va acceptar el repte i la va combatre. Ho havia de fer per pagar el deute de gratitud que tenia amb el partit dels aristòcrates. I segurament, encara que no hi hagués hagut aquest motiu, també ho hauria fet per tal de salvar el seu prestigi polític. Per fer que es rebutgés, el polític va haver d'utilitzar els recursos de la seva eloqüència i tots els seus mitjans de persuasió, des de la fal·làcia als arguments més demagògics. Ciceró, doncs, va llançar contra la llei tres discursos; el primer, el mateix dia de la seva entrada a funcions, el segon, segurament, l'endemà, i el tercer als pocs dies.

## Contingut
Pel que fa al contingut de la llei agrària proposada per Rul·lus, cal dir que no es coneix gaire bé; només en tenim les poques referències que hi fa Ciceró dins el discurs. I molts cops no són citacions literals del text de la llei, sinó més aviat resums o paràfrasis. Amb tot, podem reconstruir-ne bona part. La llei agrària, certament, era imperfecta, però tenia aspectes positius: volia resoldre definitivament el problema més greu que en aquells moments tenia plantejat la república romana. Una gran massa de treballadors del camp havia abandonat les seves terres i s'havien amuntegat improductivament a Roma. Se'ls havia de fer tornar al camp i, per això, res millor que una llei agrària. Així doncs, Rul·lus proposava instituir una comissió de deu membres amb poders molt amplis (decemvirs), amb la finalitat de transmetre els béns de l'Estat, i amb el producte adquirir terrenys per la fundació de colònies a Itàlia.
Quant al contingut dels discursos de Ciceró, sabem que el primer el va pronunciar el mateix dia de la seva entrada en funcions i que va ser breu i moderat. La seva actitud davant el senat havia de donar seguretats que s'hi oposaria i que faria que el poble la rebutgés, abans que combatre la llei pròpiament.
El segon discurs va ser pronunciat probablement l'endemà, davant l'assemblea del poble. Aquí l'empresa era molt més difícil, però amb la seva habilitat d'advocat va saber convèncer els qui l'escoltaven que no guanyarien res amb l'aprovació de la llei, ans al contrari, hi perdrien perquè com a Roma, a cap lloc hi estarien tan bé. A més, Ciceró presentava els poders extraordinaris dels decemvirs com una limitació a la llibertat i una infracció de les lleis constitucionals del poble romà. Acusava els autors de la llei de només buscar el seu profit particular. Fingeix que creu que les colònies que s'establiran alhora de la llei agrària seran guarnicions militars que un dia s'enfrontaran a Roma, i que amb els repartiments de les terres s'empobrirà l'erari i arribarà a faltar el blat a la ciutat. Fa veure al poble que no hi haurà prou terres per a tothom, i només es beneficiaran del repartiment uns quants privilegiats.
El tercer discurs, molt breu, el va pronunciar davant el poble. Ciceró es justificava contra la calúmnia de Rul·lus, que l'acusava de ser partidari de Sul·la. A més, demostrava que era Rul·lus qui defensava els possessors de les terres que havien estat dels proscrits de Sul·la. La llei, en confirmar la propietat d'aquestes terres i en donar als qui se'n volien desprendre, una oportunitat de vendre-les, afavoria especialment el sogre de Ru·lus, que posseïa moltes terres adquirides amb les proscripcions. Finalment, l'eloqüència de Ciceró va triomfar i Rul·lus va haver de desistir del seu propòsit.

## Estructura i anàlisi
Del “Primer discurs sobre la llei agrària” s'ha perdut l'exordi. La confirmació la dividim en quatre parts: la primera on tractava de l'elecció i dels poders dels decemvirs s'ha perdut també. De la segona (I-IV), que tracta sobre la formació de fons especials per la compra de terres, falta el principi. La tercera (V, 14 i 15) i la quarta (V, 16-VII, 22) ens han arribat completes i parlen de la compra de terres i la seva distribució per part dels decemvirs i, de la fundació de les colònies respectivament. La peroració (VI, 23-IX, 27) consisteix a defensar l'Estat com a cònsol i exhortar als tribuns a renunciar als seus projectes.
A l'exordi del “Segon discurs” (I-IV), Ciceró es presenta com un cònsol popular, i promet que ho serà sempre. A continuació, a la proposició (V-VI) exposa les intencions dels autors de la llei. Seguidament, té lloc la confirmació que és la crítica de la llei; altre cop, la dividim en quatre parts: la primera (VII-VIII) és la manera d'escollir els decemvirs i els seus poders, la segona (XIV-XXIII), en què parla de la constitució d'un fons especial per a l'adquisició de terres, la tercera (XXIV-XXVI), que tracta de la compra de les terres pels decemvirs, i la quarta (XXVII-XXXV) de la fundació de les colònies. La peroració (XXXVI i XXXVII) és una exhortació a Rul·lus a renunciar als seus projectes i una prometença de defensar el poble contra els seus enemics.
El “Tercer discurs” consta de l'exordi (I, 1 i 2), en el qual Ciceró es plany de les calúmnies dels seus adversaris, de la proposició (I, 3) on afirma que demostrarà la falsedat de l'acusació de defensar els interessos dels partidaris de Sul·la, i de la refutació (II i III), en la qual sosté que és Ru·lus qui defensa les possessions dels sul·lans i especialment les del seu sogre.

## Transmissió textual
El text dels “Discursos sobre la llei agrària”, ha arribat fins a nosaltres en uns manuscrits que procedeixen de tres orígens diferents:
- El principal és el codex Stae. Mariae (M) de la Biblioteca Laurenciana de Florència. Va ser col·leccionat per Lagomarsini i és per això que se'l coneix per Lag. 39. A més dels “Discursos sobre la llei agrària”, conté el discurs Pro Caecina, que és de la mateixa mà que aquests, i In Pisonem, que és d'una altra mà. Aquest còdex és una còpia de la que l'humanista Poggio va fer d'un manuscrit que havia descobert, l'any 1417, en un monestir de Langres, a França. Un cop perdut l'original i la còpia feta per Poggio, el valor d'aquest còdex és que representa més o menys fidelment la tradició transmesa per aquell.
- La segona família de còdex consta d'uns manuscrits de Florència col·leccionats per Lagomarsini, els Lag. I, 7, 8, 13 i 24, i pel codex S. Marci 254 (χ) Lag. 3. Pot ser que aquests manuscrits donin les lliçons d'un còdex que Nicolau de Cusa descobrí a Colònia, el 1426, i que, com el de Poggio, s'ha de donar per definitivament perdut. El còdex (χ) ofereix un interès especial, perquè, a més de mostrar en el seu text algunes lliçons que procedeixen d'aquell original, té unes glosses al marge, degudes a una segona mà, que provenen d'una nova col·lecció del primer manuscrit.
- Finalment, la tercera família és formada pel codex Erfurtensis, nunc Berolinensis (E), del segle xii o del XIII, que conté algunes correccions arbitràries, fetes pel mateix copista, i pel codex Palatinus (e), que no deriva directament d'aquell, sinó d'un altre de la mateixa família.

Tots aquests manuscrits es remunten a un mateix arquetipus; ho demostren les llacunes i les faltes comunes en tots ells. Segons una anotació que figura en alguns dels manuscrits derivats de la còpia de Poggio, l'arquetipus era una verificació feta per Estatili Màxim, gramàtic del segle ii.